# Joël van Kaam
Joël van Kaam (Delfzijl, 8 marzo 2002) è un calciatore olandese, difensore dell'ACV.

## Biografia
Nato in Olanda da padre olandese e madre brasiliana, è fratello di Daniël van Kaam, anch'egli calciatore professionista.

## Caratteristiche tecniche
È un'ala destra.

## Carriera

### Club
Cresciuto nel settore giovanile del Groningen, il 12 luglio 2019 firma il suo primo contratto professionistico con il club della durata di due anni con opzione per un terzo. Dopo essere stato integrato nella rosa della prima squadra nell'autunno del 2020, debutta fra i professionisti l'8 novembre subentrando nel secondo tempo dell'incontro perso 2-0 contro il Feyenoord.

### Nazionale
Ha giocato nelle nazionali giovanili olandesi Under-15, Under-16 ed Under-17.

## Statistiche
Statistiche aggiornate al 12 dicembre 2020.

### Presenze e reti nei club
| Stagione        | Squadra         | Campionato      | Campionato | Campionato | Coppe nazionali | Coppe nazionali | Coppe nazionali | Coppe continentali | Coppe continentali | Coppe continentali | Altre coppe | Altre coppe | Altre coppe | Totale | Totale | Totale |
| Stagione        | Squadra         | Comp            | Pres       | Reti       | Comp            | Pres            | Reti            | Comp               | Pres               | Reti               | Comp        | Pres        | Reti        | Pres   | Reti   |        |
| --------------- | --------------- | --------------- | ---------- | ---------- | --------------- | --------------- | --------------- | ------------------ | ------------------ | ------------------ | ----------- | ----------- | ----------- | ------ | ------ | ------ |
| 2020-2021       | Groningen       | ED              | 4          | 0          | CO              | 0               | 0               |                    | -                  | -                  |             | -           | -           | 4      | 0      |        |
| Totale carriera | Totale carriera | Totale carriera | 4          | 0          |                 | 0               | 0               |                    | -                  | -                  |             | -           | -           | 4      | 0      |        |

## Palmarès

### Club

#### Competizioni nazionali
- Eerste Divisie: 1

Emmen: 2021-2022